# Онтарио (Орегон)
Вижте пояснителната страница за други значения на Онтарио.
Онтарио (на английски: Ontario) е град в щата Орегон, САЩ. Онтарио е с население от 11 009 жители (приблизителна оценка от 2017 г.) и обща площ от 11,60 км² (4,50 мили²). Получава статут на град през 1896 г. Разположен е на 655,30 м (2150 фута) надморска височина.